# Biskupská rada
Biskupská rada (latinsky consilium episcopale) je v římskokatolické církvi poradní orgán místního ordináře určité diecéze, skládající se ze všech generálních a biskupských vikářů. Jejím úkolem je podpora pastorační činnosti a koordinace práce diecézní kurie. Zřízení biskupské rady je nepovinné, v České republice byla zřízena v pražské arcidiecézi, litoměřické diecézi, královéhradecké diecézi a plzeňské diecézi. Postavení biskupské rady upravuje kánon 473 § 4 CIC.